# Catedral de Brunswick
La Catedral de Brunswick (en alemán: Dom St. Blasii (et Johannis), lit. en español: Iglesia Colegiata de los Santos Blas y Juan Bautista) es una importante iglesia luterana en la Ciudad de Braunschweig (Brunswick), Alemania.
La iglesia recibe la denominación de Dom, en una sinécdoque en alemán utilizada para cierto tipo de catedrales y colegiatas indistintamente, muy similar al Duomo italiano, que aquí es traducido imperfectamente como catedral. En la actualidad es propiedad y es utilizada por una congregación de la Iglesia Evangélica Luterana del Estado de Brunswick.

## Historia
Enrique el León estableció la fundación original como iglesia colegiata, construida entre 1173 y 1195. Entre las piezas más importantes que se muestran en la iglesia se encuentra el crucifijo del maestro Imervard con fecha en la segunda mitad del siglo XII y uno de los pocos grandes candelabros de bronce de siete brazos existentes, de los años en torno a la década de 1170.
La construcción de la iglesia fue interrumpida varias veces durante los diferentes exilios de Enrique el León, así que él y su consorte, la Duquesa Matilde de Sajonia, están ambos enterrados en una catedral inacabada. Sus estatuas de piedra caliza en sus tumbas en la nave central son una representación idealizada realizada por una generación después de su muerte, entre 1230 y 1240. La catedral fue consagrada el 29 de diciembre de 1226, dedicada a los Santos Blas, Juan el Bautista y Thomas Becket. En 1543, durante el periodo de la Reforma Protestante, la Ciudad de Brunswick, en oposición al duque Enrique V de Brunswick-Wolfenbüttel, se unió a la Liga Esmalcalda, y la iglesia pasó a uso Luterano. Su estructura colegial fue disuelta.
La Catedral es también el lugar de enterramiento del emperador Otón IV del Sacro Imperio Romano Germánico (1175/76-1218) y Carolina de Brunswick, reina consorte del rey Jorge IV del Reino Unido.

## Sepulcros
- Enrique el León (1129-1195)
  - Matilde de Inglaterra, Duquesa de Sajonia (1156-1189), su esposa
- Margrave Egbert II de Meissen (1060-1090)
  - Gertrudis de Brunswick (1060-1117), su hermana
- Emperador Otón IV del Sacro Imperio Romano Germánico (1175/76-1218)
  - Emperatriz Beatriz de Hohenstaufen (1198-1212), su esposa
- Duque Luis Rodolfo de Brunswick-Lüneburg (1671-1735)
  - Princesa Cristina Luisa de Oettingen-Oettingen (1671-1747), su esposa
- Duque Fernando Alberto I de Brunswick-Lüneburg (1636-1687),
  - Duque Fernando Alberto II de Brunswick-Lüneburg (1680-1735), su hijo, yerno del Duque Luis Rodolfo y su sucesor 
    - Duque Carlos I de Brunswick-Wolfenbüttel (1713-1780), su hijo
    - Duque Luis Ernesto de Brunswick-Lüneburg (1718-1788), su hermano, Capitán General de la República Holandesa desde 1750 hasta 1766
    - Duque Fernando de Brunswick (1721-1792), su hermano, mariscal prusiano desde 1758 hasta 1766
      - Duque Carlos Guillermo Fernando de Brunswick (1735-1806), hijo de Carlos I, muerto en la Batalla de Jena-Auerstedt
        - Duque Federico Guillermo de Brunswick-Wolfenbüttel (1771-1815), su hijo, el Duque Negro, muerto en la Batalla de Quatre Bras
          - Duque Guillermo de Brunswick (1806-1884), su hijo, último descendiente de la Casa de Brunswick-Bevern

## Galería

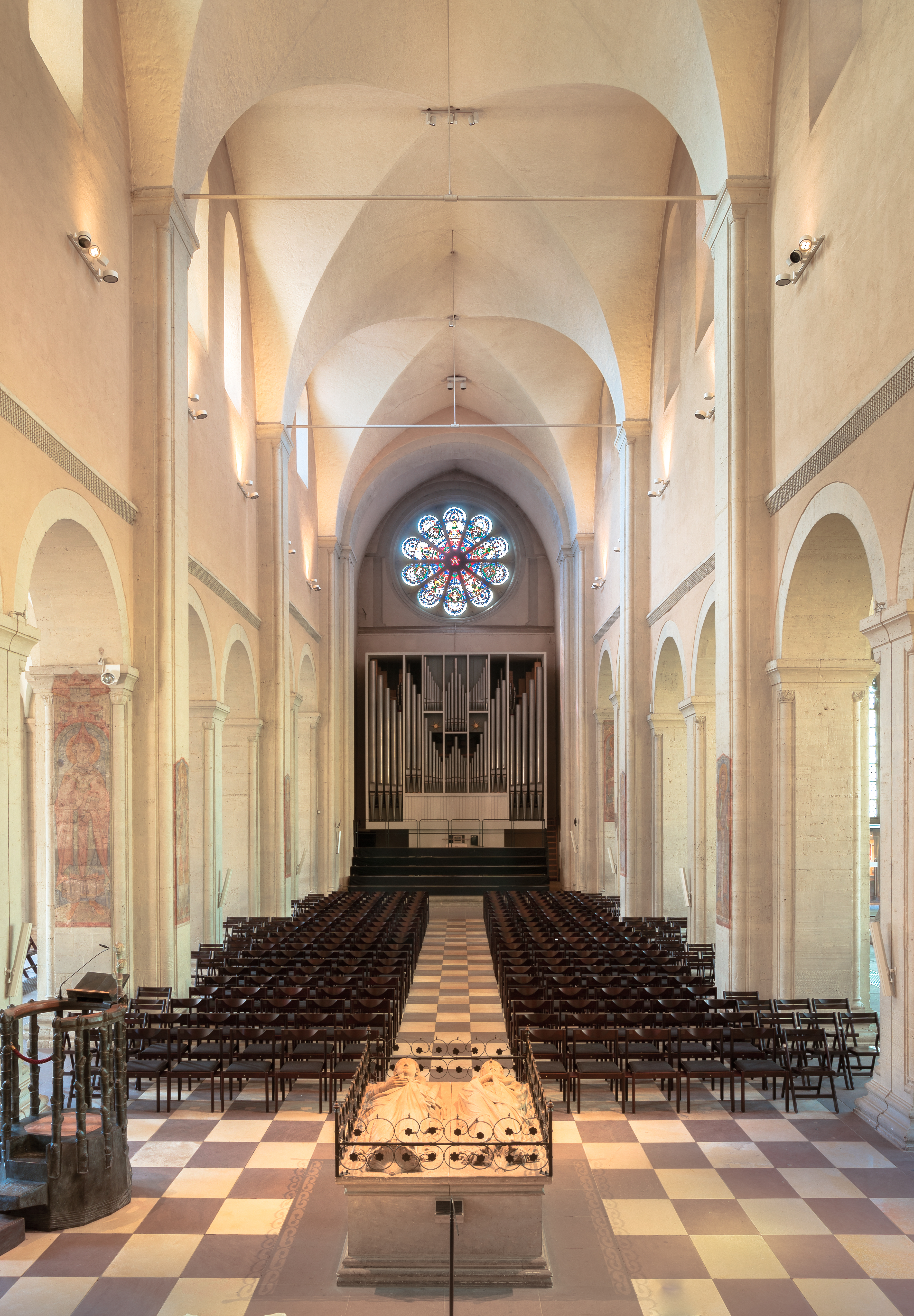
Pasillo central
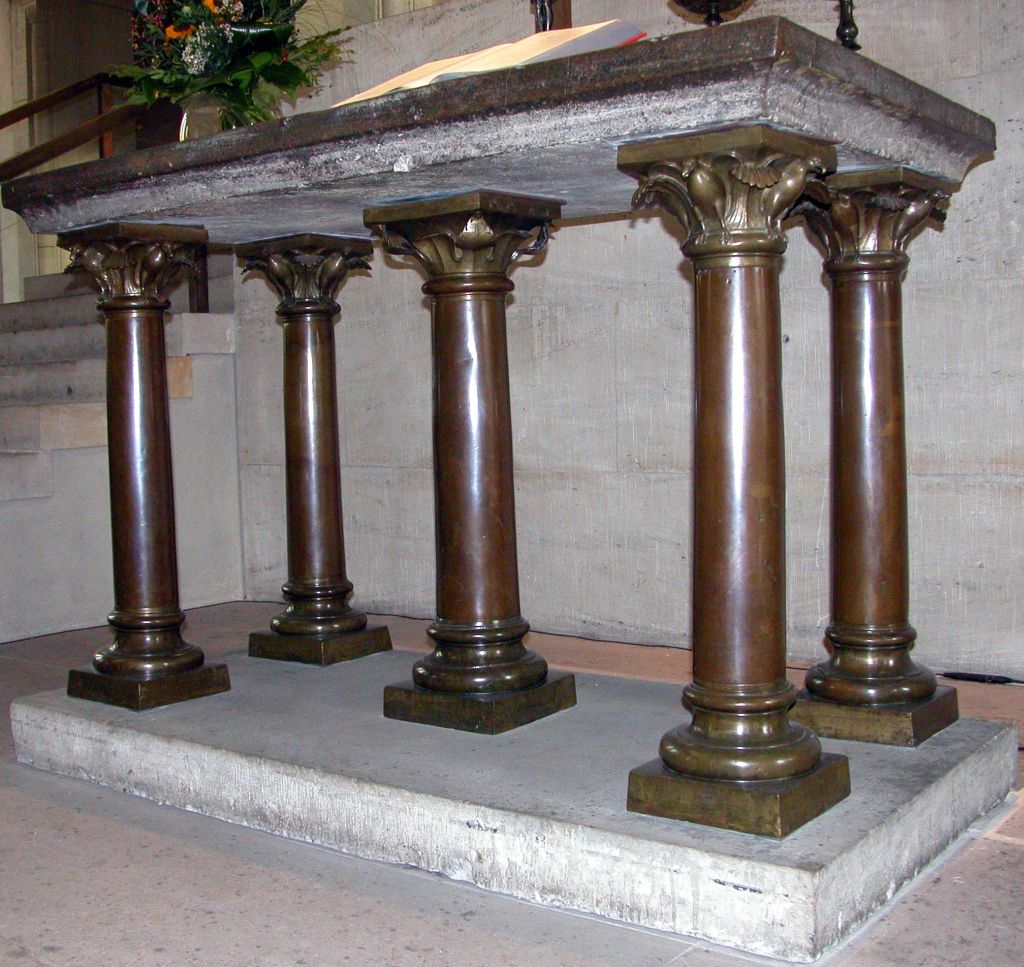
Altar de Nuestra Señora (1188)
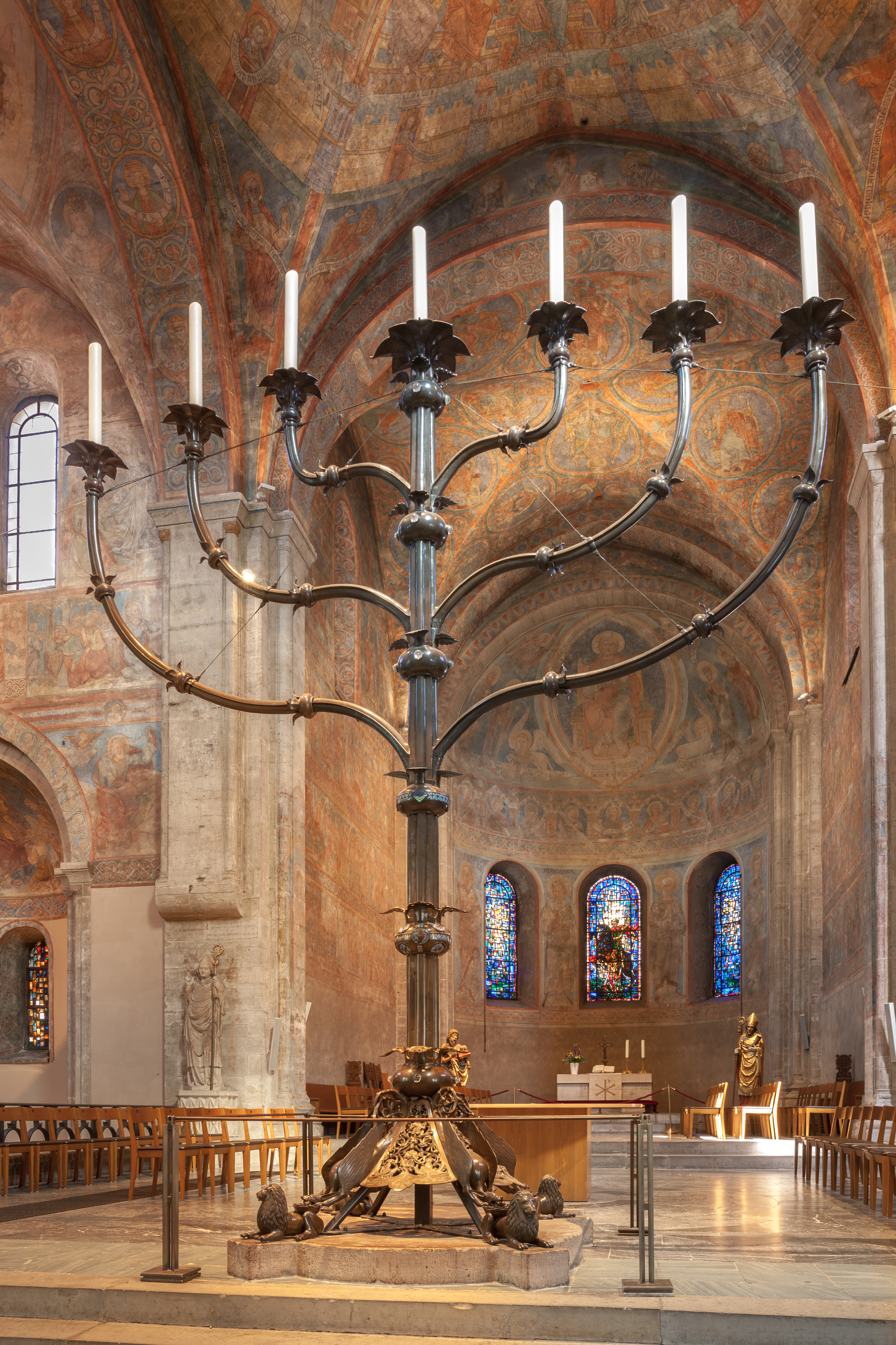
Candelabro románico
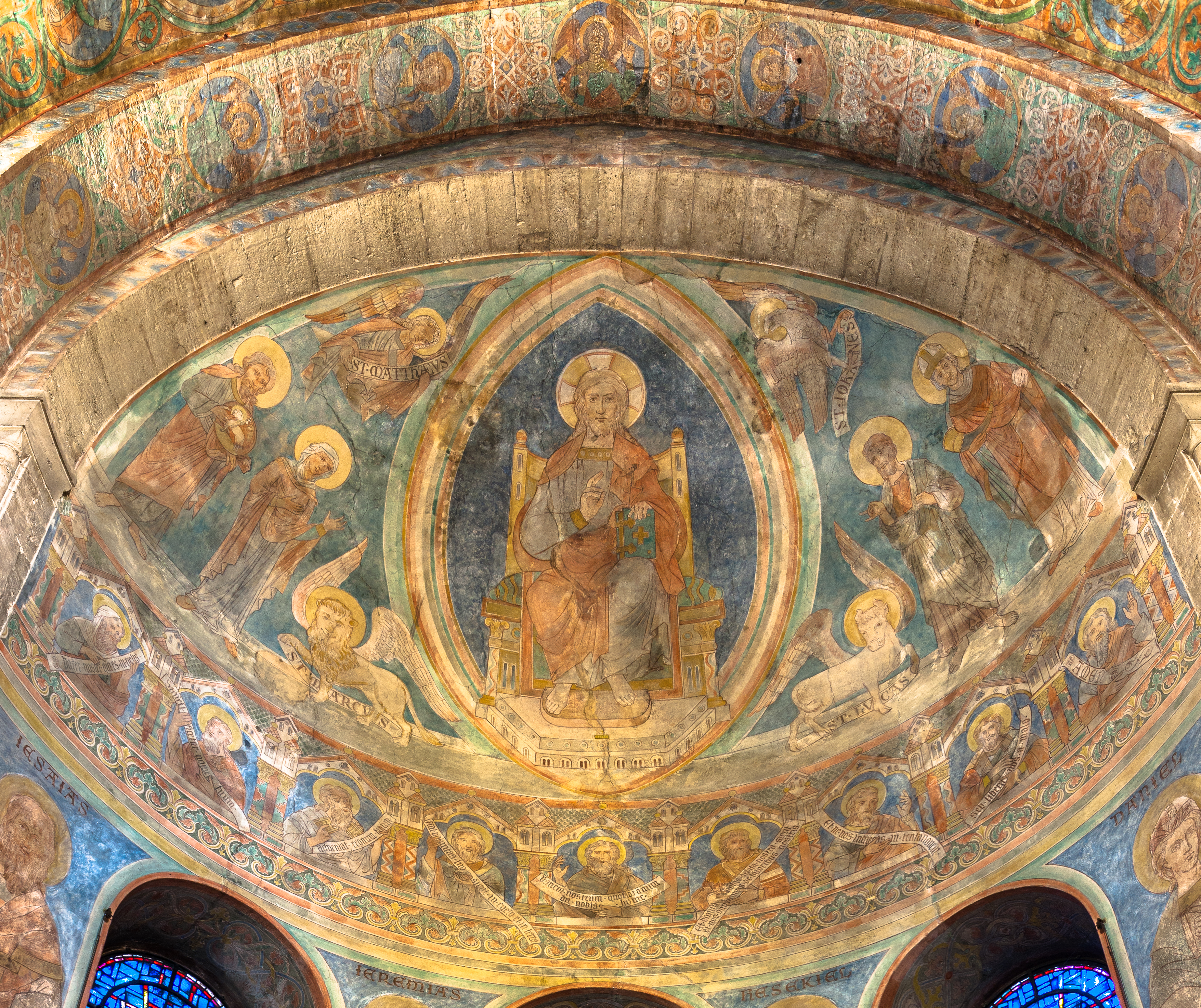
Fresco (Pantocrátor)
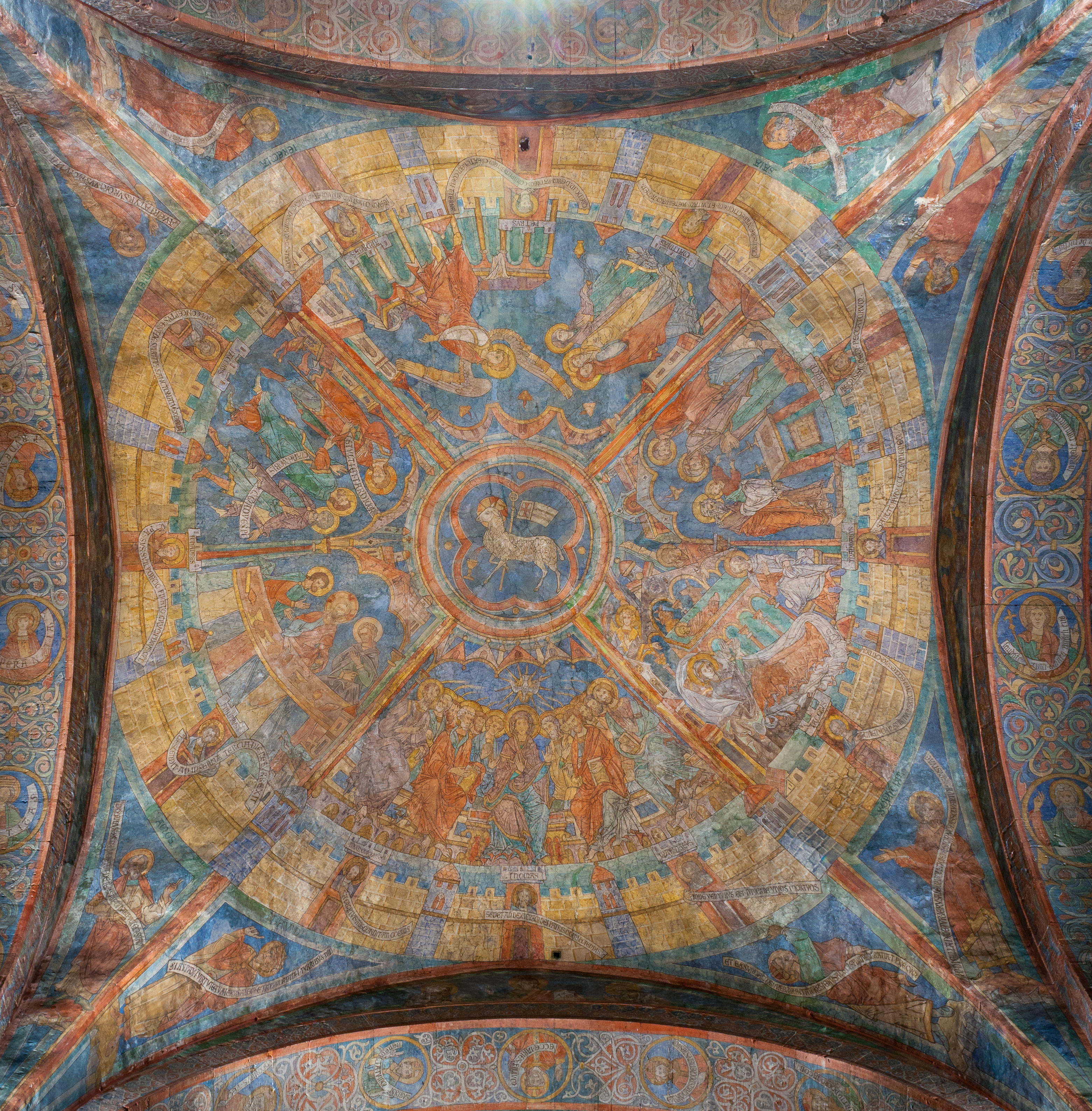
Pintura de Jerusalén celestial
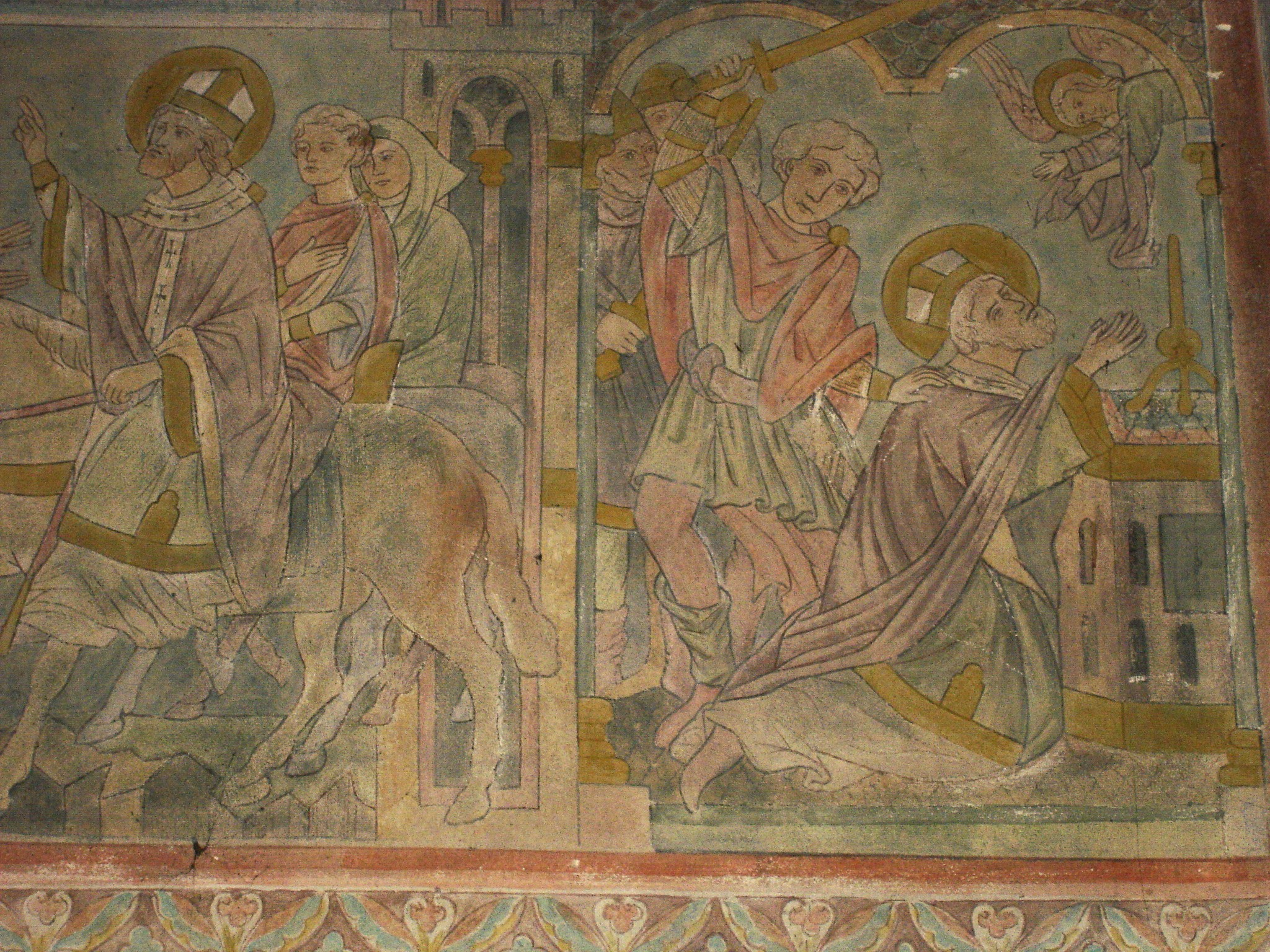
Martirio de Thomas Becket, frescos en la Catedral de Brunswick
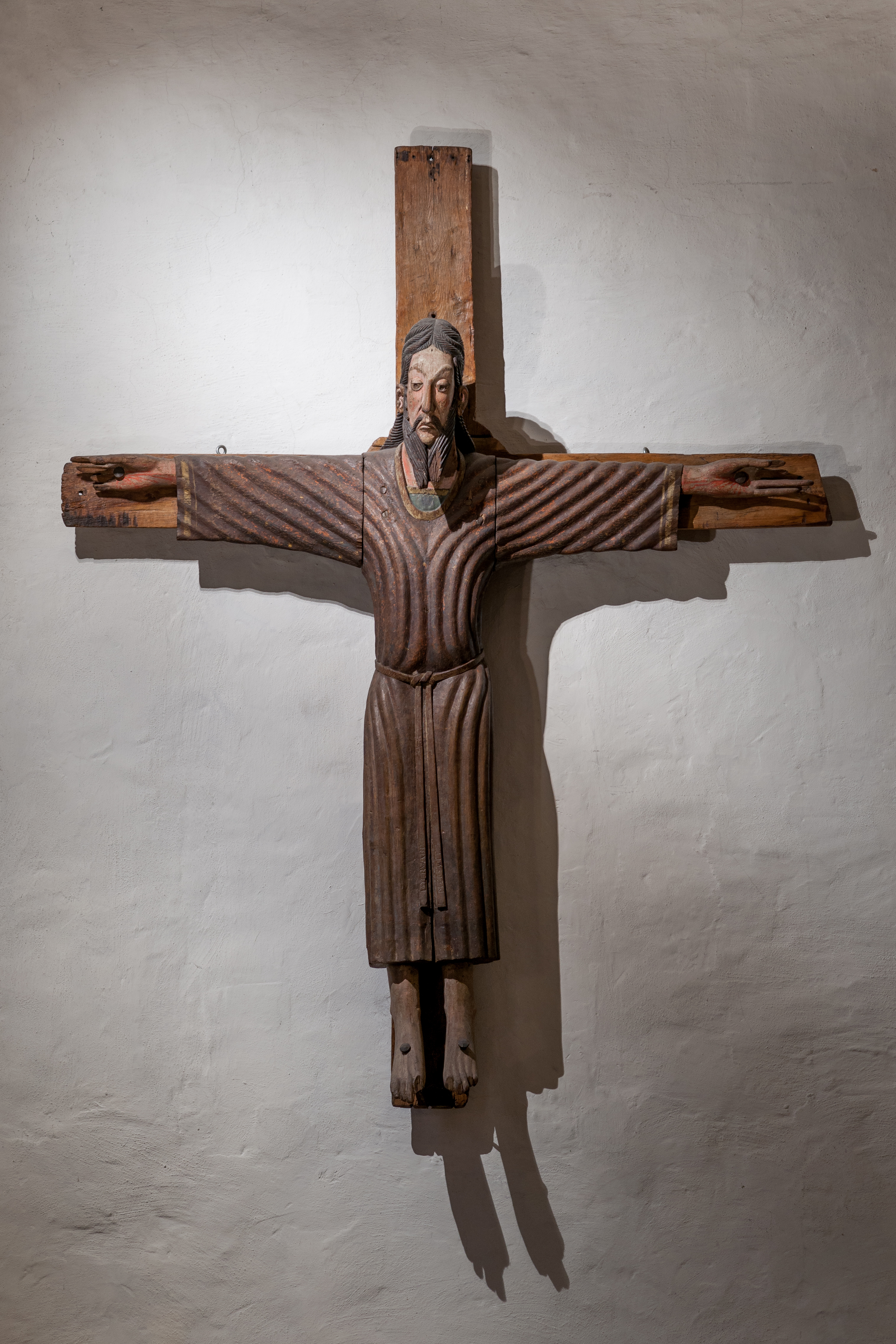
Crucifijo de Imervard
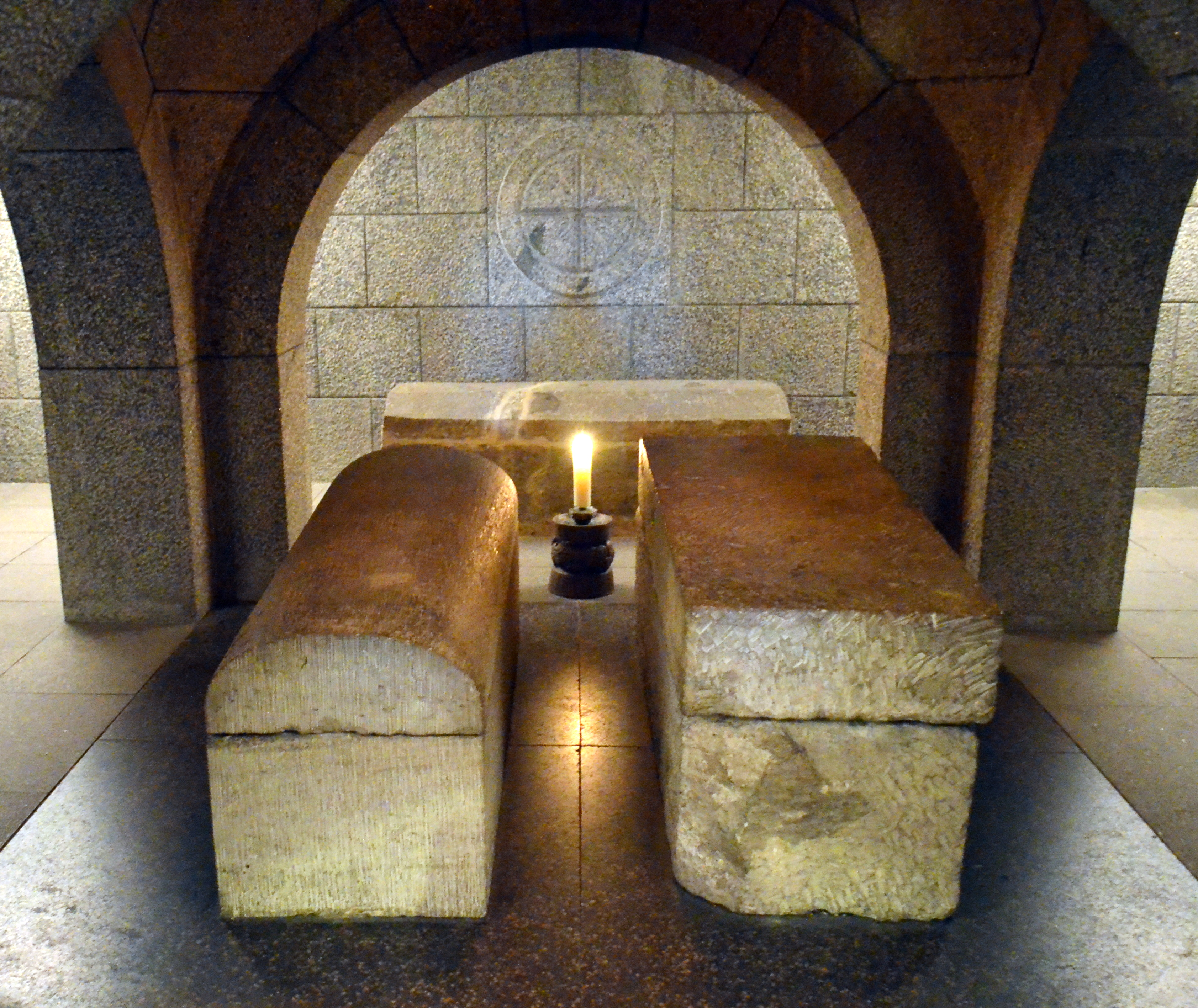
Cripta de Enrique el León